# Alvorada (canção de Vanessa Silva)
Alvorada é uma música interpretada pela cantora portuguesa Vanessa Silva, e foi composta exclusivamente para concorrer ao Festival RTP da Canção 2010 e representar Portugal no Festival Eurovisão da Canção 2010. A música foi anúnciada a 20 de Janeiro de 2010 como uma das trinta participantes na votação on-line da selecção portuguesa.
Esta canção classificou-se em 2º lugar na 1ª semifinal com 14,03% dos votos, e na final classificou-se em 3º lugar com 14 pontos, a 4 pontos da segunda classificada e a 5 pontos da primeira classificada.
Segundo a própria cantora, esta música, tal como a maioria das suas músicas, fala de Amor. A letra foi escrita por Nuno Marques da Silva e a música por Nuno Feist. Uma curiosidade relacionada com esta música tem a ver com o facto de fazer referência à música "Do Outro Lado da Vida", com a qual Vanessa concorreu ao Festival da Canção no ano anterior. Em "Alvorada" podemos ouvir "Sorri de novo na mesma avenida, Em que um dia fui o outro lado da vida":

## Letra da canção
Já não quero mais

O poema acabou

Perdemos um sonho

Tanto que se amou

São palavras gastas

Ditas num momento

De amor, paixão e sofrimento
Roubar o destino

Encontrar esperanças

Encarar o mundo

Feito uma criança

Entregar a alma

Saciar meu corpo

No meio da cama

Tanto e pouco
Sou mais mulher

No teu ser amor revelada

És minha luz

Meu sol amanhece

Vem alvorada
Mas sorri de novo

Na mesma avenida

Em que um dia fui

O outro lado da vida

Nas asas de um sonho

Ele por mim chamou

O amor calado então gritou
Sou mais mulher

No teu ser amor revelada

És minha luz

Meu sol amanhece

Vem alvorada
Sou mais mulher

No teu ser amor revelada

És minha luz

Meu sol amanhece

Vem alvorada
Vem

Vem alvorada